# Chaligny
Chaligny ist eine französische Gemeinde mit 2756 Einwohnern (Stand: 1. Januar 2022) im Département Meurthe-et-Moselle in der Region Grand Est (bis 2015 Lothringen). Die Gemeinde gehört zum Arrondissement Nancy und zum Kanton Neuves-Maisons. Die Einwohner von Chaligny werden Chalinéens genannt.

## Geografie

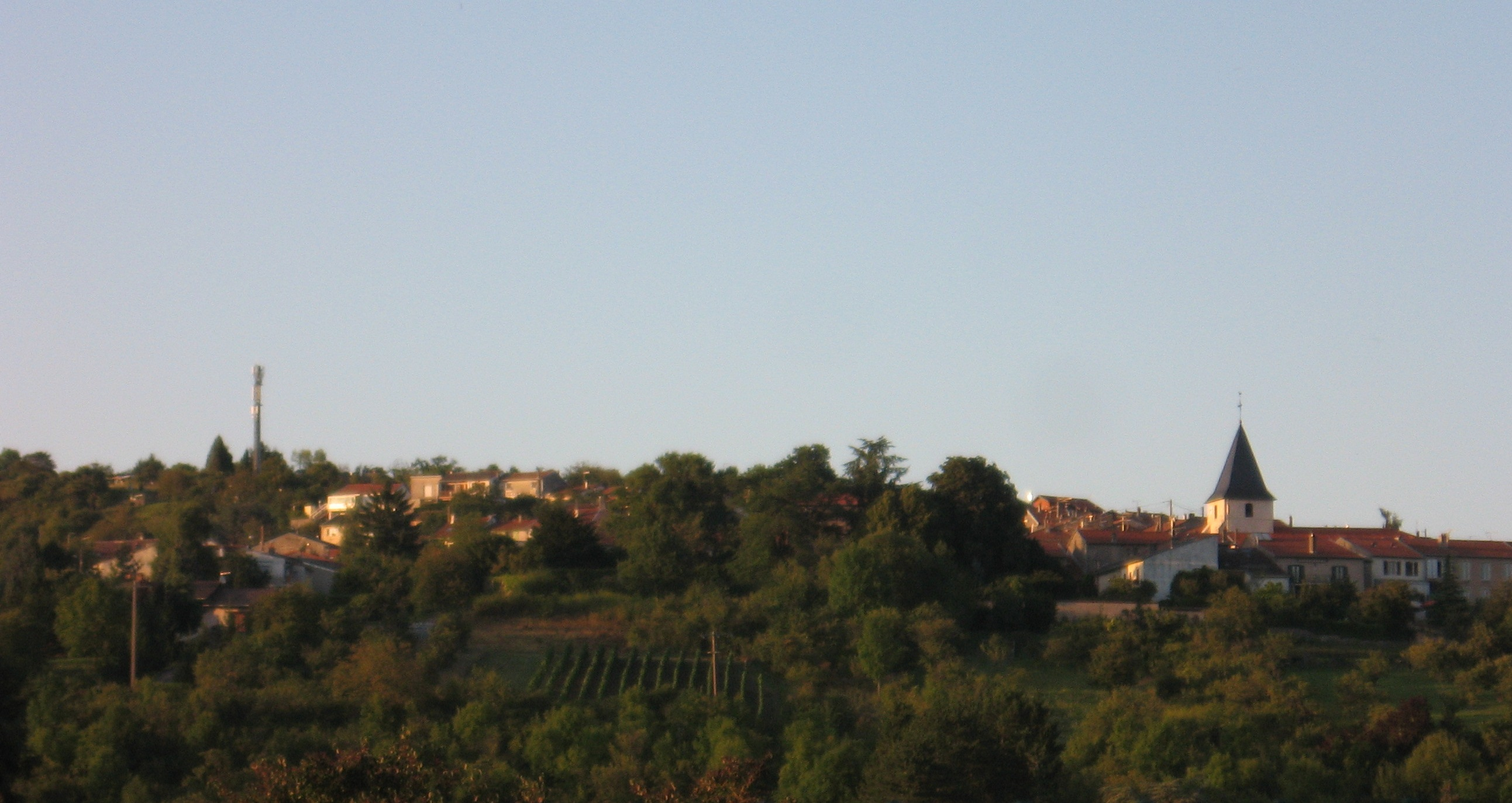
Blick auf Chaligny

Chaligny liegt am Nordufer der Mosel, etwa neun Kilometer südwestlich von Nancy. Umgeben wird Chaligny von den Nachbargemeinden Laxou im Norden, Nancy im Nordosten, Chavigny im Osten, Neuves-Maisons im Südosten, Pont-Saint-Vincent im Süden, Sexey-aux-Forges im Westen sowie Maron im Nordwesten.

## Geschichte
Der Ort wurde als Chelineium im Jahre 964 erstmals urkundlich erwähnt.

### Bevölkerungsentwicklung
| Jahr      | 1962 | 1968 | 1975 | 1982 | 1990 | 1999 | 2006 | 2019 |
| Einwohner | 2837 | 2864 | 3242 | 3077 | 2929 | 2955 | 3058 | 2826 |

## Sehenswürdigkeiten
- Kirche Saint-Rémy im gotischen Stil, aus dem 16. Jahrhundert (zwischen 1513 und 1530 erbaut), seit 1926 Monument historique
- Kapelle Notre-Dame-des-Mineurs aus dem 20. Jahrhundert

Von der früheren Burganlage, 1467 von René II. zerstört, bestehen keine Reste mehr.